# Bareilly
Bareilly es una ciudad situada al norte de la India, en el estado de Uttar Pradesh, capital de la división de Rohilkhand, a orillas del río Ramganga. Bareilly es un centro de fabricación de muebles y comercio de algodón, cereales y azúcar. Población (2011), 904797 habitantes.